# Keine Stars
Keine Stars ist das dritte Album der Band Pankow und 1986 auf Amiga erschienen.

## Musikstil und Rezeption
Keine Stars enthält fast durchgängig gitarrenbetonte Kompositionen von Jürgen Ehle. Das Album wurde von Teldec 1986 auch in der Bundesrepublik Deutschland verlegt.
Eröffnet wird das Album mit dem Titelsong Keine Stars und der Vorstellung der Band:

„Die Band kommt raus, wieder so eine Nacht / Gitarren quietschen, Trommeln machen Krach

Der Sänger liebt die Rock ’n' Roll Provokation / Er will anders sein, sein ganzes Leben lang schon.“

Mit Er will anders sein enthält Keine Stars einen Hit, dessen Titel Motto großer Teile der jungen Generation in der zweiten Hälfte der 1980er Jahre der DDR war und dessen Refrain bei Live-Auftritten von Sänger und Publikum lautstark im Chor skandiert wurde.

„Er hat außer Klagen noch mehr zu sagen / … /

Manchmal will er sowieso / Weg nach Irgendwo. /

Aber er haut nicht ab in einen andern Ort, / Er rennt nicht vor Problemen fort. /

Abzuhau’n fällt ihm nicht ein / Er will doch ganz anders sein. / … /

Er will anders sein, / Er will ganz anders sein. / Er will anders sein, / Er will ganz anders sein.“

Das von Jäcki Reznicek auf dem Fretless Bass gespielte Bass-Intro von Doris gehört zu den bekanntesten der DDR-Rockmusik.

## Titelliste

### A-Seite
1. Keine Stars – 2:12
(K&T:Ehle)
2. Die Band – 4:17
(K&T:Ehle)
3. Wetten, du willst – 4:10
(K&T:Ehle)
4. Isolde – 3:40
(K:Ehle/T:Ronald Galenza)
5. Doris – 5:15
(K:Ehle/T:Herzberg)

### B-Seite
1. Gut Nacht – 3:15
 (K:Ehle/T:Eckard Mieder)
2. Nebel – 5:05
(K:Ehle/T:Frauke Klauke)
3. Er will anders sein – 4:13
(K:Ehle/T:Ronald Galenza)
4. Trübsal – 2:03
(K:Ehle/T:Ronald Galenza)
5. Das Zauberwort heißt Rock’n Roll – 5:26
(K:Kirchmann/T:Herzberg)